# Gerardo Cinti
Gerardo Cinti (Roma, 22 febbraio 1953) è un ex rugbista a 15 e allenatore di rugby a 15 italiano, in carriera attivo nel ruolo di tre quarti ala della S.S. Lazio e 3 volte internazionale per l'Italia.

## Biografia
Gerardo nasce a Roma.
Gioca a livello di club per la S.S. Lazio.
Nel 1973 viene selezionato in Nazionale per prendere parte al tour estivo in Africa meridionale.
Il 16 giugno 1973, ad Harare, esordisce a livello internazionale nel match contro la Rhodesia, che terminò con la pesante sconfitta 4 a 42.
Successivamente disputa altri due incontri ufficiali contro le provincie di Western Transvaal, il 20 giugno, e contro Eastern Transvaal, il 4 luglio, perdendoli entrambi.
Dal 1995 al 1998 è l'allenatore dell'Anzio nel campionato nazionale di Serie C.